# Haílton Corrêa de Arruda
Haílton Corrêa de Arruda (genannt Manga; * 26. April 1937 in Recife, Brasilien; † 8. April 2025 in Rio de Janeiro) war ein brasilianischer Fußballtorhüter.

## Karriere

### Verein
Seine Torwartkarriere begann 1956 beim Sport Recife. Von 1959 bis 1969 spielte er für Botafogo FR (RJ). 1969 schloss er sich Nacional Montevideo in Uruguay an und war dort bis 1974 aktiv. In diesem Zeitraum gewann er mit den „Bolsos“ in den Jahren 1969, 1970, 1971 und 1972 viermal die Uruguayische Meisterschaft. International war er mit dem Klub in der Copa Libertadores 1971 und im Weltpokal jenes Jahres erfolgreich. Auch holte er mit seinen Mitspielern im Folgejahr die Copa Interamericana. 1974 erzielte er für die Montevideaner gegen Racing einen Treffer von „Tor zu Tor“. Anschließend wechselte er im selben Jahr zu Internacional Porto Alegre, wo er bis 1977 spielte. 1978 folgten dann je eine Station in Campo Grande (Matto Groso) und beim Coritiba FC. Von 1979 bis 1980 stand er in Reihen von Grêmio Porto Alegre. 1981 ging er nach Ecuador, wo er bis 1982 beim Barcelona SC Guayaquil das Tor hütete.

### Nationalmannschaft
Er gehörte zum Aufgebot der brasilianischen Nationalmannschaft bei der Fußball-Weltmeisterschaft 1966 in England. Er ersetzte Stammtorhüter Gilmar beim letzten Vorrundenspiel gegen Portugal, wo die Brasilianer 1:3 unterlagen und aus dem Turnier ausschieden.

## Tod
Am 8. April 2025 starb Manga im Rio Barra Hospital in Rio de Janeiro im Alter von 87 Jahren.

## Erfolge
Botafogo
- Torneio Rio-São Paulo: 1962, 1964

Nacional Montevideo
- Uruguayischer Meister: 1969, 1970, 1971, 1972
- Copa Libertadores: 1971
- Weltpokal: 1971
- Copa Interamericana: 1972

Internacional
- Staatsmeisterschaft von Rio Grande do Sul: 1974, 1975, 1976
- Campeonato Brasileiro de Futebol: 1975, 1976